# 李昌鸿
李昌鸿（1937年5月26日—），江苏宜兴人，紫砂壶名家，中国工艺美术大师。

## 生平
李昌鸿出生于宜兴丁蜀镇，1955年高中辍学后进入宜兴紫砂工艺厂工艺班，师从名师顾景舟学习陶艺。1958年毕业后受聘为紫砂工艺厂技术辅导。后历任紫砂工艺厂车间主任、技术科长、副厂长、总工艺美术师。1989年晋升高级工艺美术师。1993年创办宜兴鸿成陶艺有限公司。2000年晋升为研究员级高级工艺美术师，并于同年获“江苏省工艺美术大师”称号。2003年获颁首届“中国陶瓷艺术大师”。2004年创立宜兴昌华陶艺有限公司，任董事长。2006年，被授予第五届“中国工艺美术大师”称号。2010年，获中国工艺美术学会颁发的中国工艺美术终身成就奖。

## 家庭
李昌鸿之妻沈遽华亦为顾景舟弟子，两人于1959年成婚。他们先后育有两女（李霞、李霓）与两子（李铭、李群），都跟随父母从事紫砂事业。